# Creu del Servei Distingit (Estats Units)
La Creu del Servei Distingit (anglès: Distinguished Service Cross (DSC)) és la segona màxima condecoració de l'Exèrcit dels Estats Units, atorgada a oficials i tropa que es distingeixen per l'extraordinari heroisme, amb perill i risc personal, però que no justifica la Medalla d'Honor, en operacions militars en contra l'enemic. L'acció ha de ser notable i tenir risc de la mateixa vida, així com haver estat realitzada de manera individual, a part dels seus camarades. És equivalent a la Creu de la Marina i a la Creu de la Força Aèria.
Va ser creada el 2 de gener de 1918 per Woodrow Wilson i, òbviament, atorgada per primera vegada durant la Primera Guerra Mundial. En molts casos va anar destinada a soldats que havien rebut el Certificat del Mèrit per valentia, en una època on gairebé l'únic honor era la Medalla d'Honor. També va ser atorgada en retrospectiva a soldats que havien lluitat a les Filipines, a Mèxic o a la Rebel·lió Boxer
Es diferencia de la Medalla del Servei Distingit en el fet que aquestes són atorgades als oficials del govern i als oficials superiors en reconeixement de la seva carrera meritòria en servei al govern dels Estats Units.
Les concessions posteriors s'indiquen mitjançant fulles de roure.

## Descripció
És una grega de bronze amb una àliga al mig amb les ales esteses. Està envoltada per una corona de llorer, lligada amb una cinta on diu "Al Valor". Al centre hi ha una corona amb un espai per gravar-hi el nom del receptor.
Penja d'un galó blau, amb una franja vermella i una altra blanca als costats.

## Rerefons
Va ser creada el 2 de gener de 1918 pel President Woodrow Wilson. El General Pershing, Comandant en Cap de les Forces Expedicionàries a França, recomanà que s'autoritzés un reconeixement diferent de la Medalla d'Honor per premiar el servei valerós, de la mateixa manera que es feia a Europa. La sol·licitud va ser feta pel Secretari de la Guerra al President en una carta de data 28 de desembre de 1917. L'Acta del Congrés on s'estableix és del 9 de juliol de 1918, i va ser establerta per l'Ordre General nº6 del Departament de Guerra, del 12 de gener de 1918.

## Creus del Servei Distingit Atorgades
- Primera Guerra Mundial – 6.309
- Període d'Entreguerres – 62 (a més de 132 concessions retroactives)
- Segona Guerra Mundial – 5.000
- Guerra de Corea – 800 (300 d'elles pòstumes)
- Guerra de Vietnam – 1.000 (400 d'elles pòstumes)
- 1975 fins al present – 9